# Patsy Parisi
Pasquale "Patsy" Parisi je fiktivni lik iz HBO-ove televizijske serije Obitelj Soprano kojeg je glumio Dan Grimaldi. Patsy je računovođa ekipe Tonyja Soprana pa ga se često može vidjeti kako računa dohotke skupine u uredima u Bada Bingu ili Satriale'su. Radi i kao vojnik, odnosno obavlja razne zadatke za obitelj.
Patsy je imao jednojajčanog brata blizanca, Phillipa "Phillyja Spoonsa" Parisija (kojeg je isto tako igrao Dan Grimaldi), kojeg je ubio vojnik Sopranovih Gigi Cestone po naredbi Tonyja Soprana. U svoje vrijeme, Philly je bio izvršni kapetan ekipe Juniora Soprana, dok je Patsy bio član. Patsy nikad nije imao čvrste dokaze o bratovu ubojstvu, ali su se oni pojavili ubrzo nakon kratkog i krvavog rata između Juniora i Tonyja, a Philly je bio poznat po pričanju o Tonyjevim potezima. To je ubojstvo nagnalo Tonyja da pripazi na Patsyja. Patsy je teško primio ubojstvo, što je dovelo do alkoholizma i namjere Tonyjeva ubojstva - FBI je 2000. promatrao pijanog Patsyja kako pištoljem nišani Tonyja. Ipak se predomislio i pomokrio se u bazen Sopranovih. Nakon toga je na večeri u Satriale'su izražavao svoje osjećaje o bratovu ubojstvu pred ljudima odgovornima za to ubojstvo, Gigijem i Tonyjem, ali je sve potisnuo i krenuo dalje.
Nakon što je Patsyjev kapetan Paulie Gualtieri 2001. završio u zatvoru, Tony je promovirao Christophera Moltisantija ispred Patsyja (koji je bio stariji i iskusniji). Patsy to nije primio dobro i kasnije se potukao s Christopherom. Nakon što je Paulie oslobođen, promoviran je u podšefa, dok je Christopher preuzeo njegovu ekipu; Patsy se pomirio s odlukom i nastavio surađivati.
U pretposljednjoj epizodi "The Blue Comet", Patsy umalo biva ubijen od strane dvojice plaćenika koji došli ubiti Silvia Dantea. Patsy ih uspijeva odbiti, ali Silvio biva teško ranjen i završava u komi. Patsy pobjegne u šumu, a kasnije proslavi sinove zaruke za Meadow Soprano s Tonyjem i njegovom obitelji, u čemu vidi priliku da se približi Tonyju.

## Vanjske poveznice
- Profil Patsyja Parisija na hbo.com
- Patsy Parisi u internetskoj bazi filmova IMDb-u